# Diano d'Alba
Diano d'Alba là một đô thị tại tỉnh Cuneo trong vùng Piedmont của Italia, vị trí cách khoảng 50 km về phía đông nam của Torino và khoảng 50 km về phía đông bắc của Cuneo. Tại thời điểm ngày 31 tháng 12 năm 2004, đô thị này có dân số 3.112 người và diện tích 17,7 km².
Diano d'Alba giáp các đô thị: Alba, Benevello, Grinzane Cavour, Montelupo Albese, Rodello và Serralunga d'Alba.